# ABRIXAS
ABRIXAS (A BRoad-band Imaging X-ray All-sky Survey) — немецкий искусственный спутник Земли, запущенный 28 апреля 1999 года ракетой-носителем Космос-3М с космодрома Капустин Яр.
Аппарат представлял собой космический рентгеновский телескоп для проведения астрофизических исследований. Однако после вывода на орбиту произошёл сбой и спутник вышел из строя.

## История
После успешной работы немецкого телескопа ROSAT несколько немецких институтов, объединённых Немецким центром авиации и космонавтики, начали разработку телескопа ABRIXAS, который должен был дополнить и улучшить данные предшественника. Спутник был построен бременской компанией OHB-System и должен был исследовать небо в течение шести лет. Проект имел суммарную стоимость 20 миллионов долларов.
Обсерватория была запущена вместе с итальянским микроспутником MegCat.
Через три дня после успешного запуска в результате перезарядки аккумулятора произошёл перегрев и отказ системы. В течение месяца проводилась попытка организовать работу электросистемы спутника напрямую от солнечный батарей, но установить контакт не удалось.
1 июля было официально объявлено, что научная миссия ABRIXAS провалилась.
В 2003 году рассматривалась возможность переоснащения ABRIXAS в качестве миссии NASA SMEX, но она не была выбрана.
31 октября 2017 года бездействующий спутник вошёл в атмосферу Земли и сгорел.
На основе разработанных технологий был спроектирован и сконструирован инструмент eROSITA, который был установлен на космической обсерватории «Спектр-РГ», запущенной 13 июля 2019 года.

## Цели
Орбитальный телескоп был разработан для выполнения первого полного обзора неба в рентгеновском диапазоне от 0,5 до 10 кэВ. ABRIXAS должен был открыть более 10 000 новых источников рентгеновского излучения, в основном активных галактик.

## Конструкция
Аппарат имел общую массу 550 кг, из которых 160 кг полезной нагрузки.
Обслуживающий модуль состоял из блока навигации GPS, системы ориентации, состоящей из магнитометра и гироскопа, передающей в S-диапазоне аппаратуры и блока управления. Солнечные батареи площадью 4,1 м² обеспечивали среднюю мощность 200 Вт.
Спутник имел четыре маломощных радиоизотопных источника энергии (55Fe).
Полезная нагрузка фактически представляла собой семь телескопов Вольтера с 27 вложенными зеркалами длиной 30 см в каждом. Фокусное расстояние телескопа в 240 см. Семь полей зрения, каждое 40 угловых минут, были отделены друг от друга на 7°. На телескопе установлена крышка, которая закрывала зеркальную систему и несла звёздные датчики. С противоположной стороны располагался двухступенчатый радиатор, который соединялся с детектором с помощью тепловых труб.